# Hotsboomgroeve

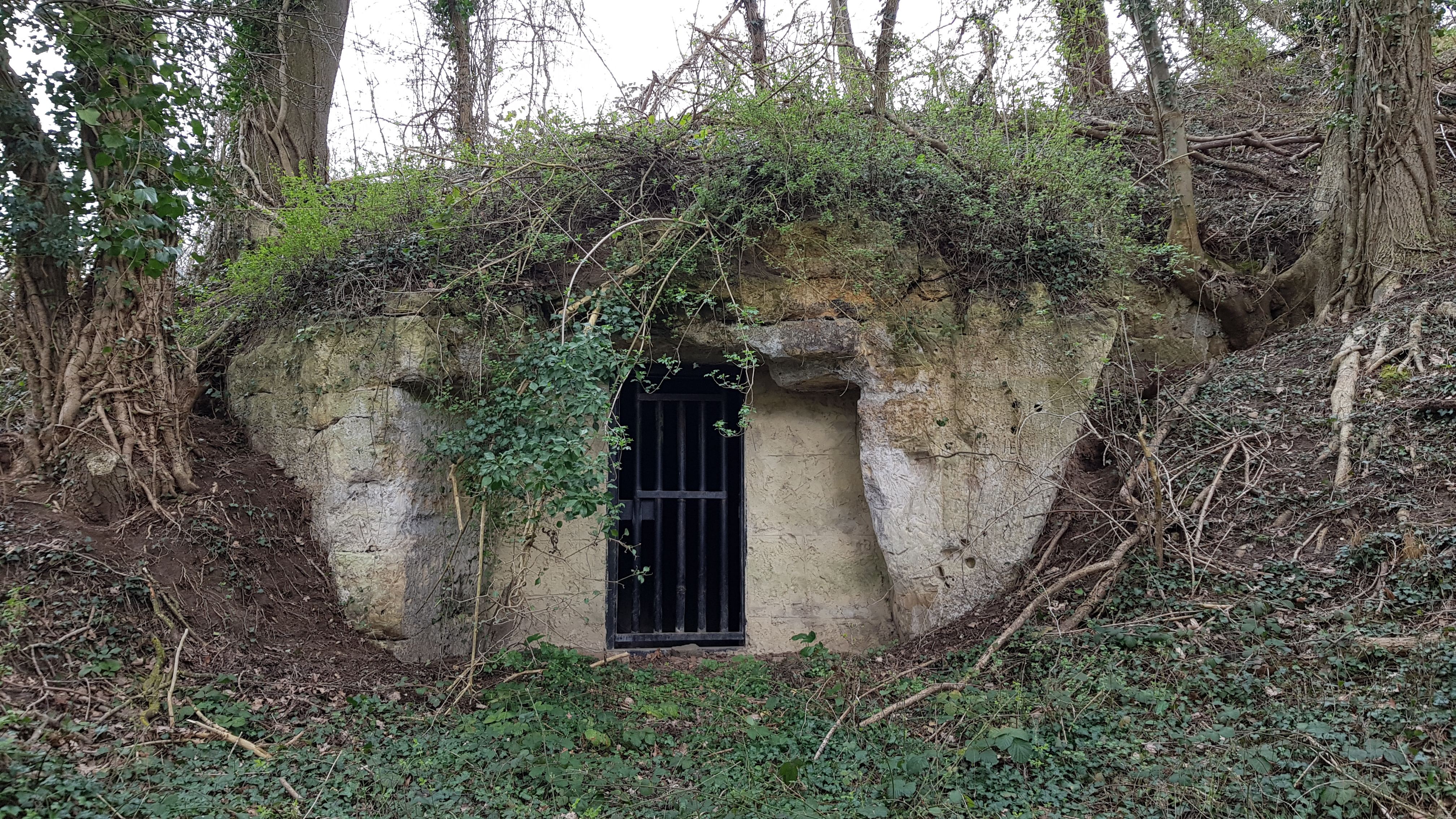
Een ingang van de Hotsboomgroeve

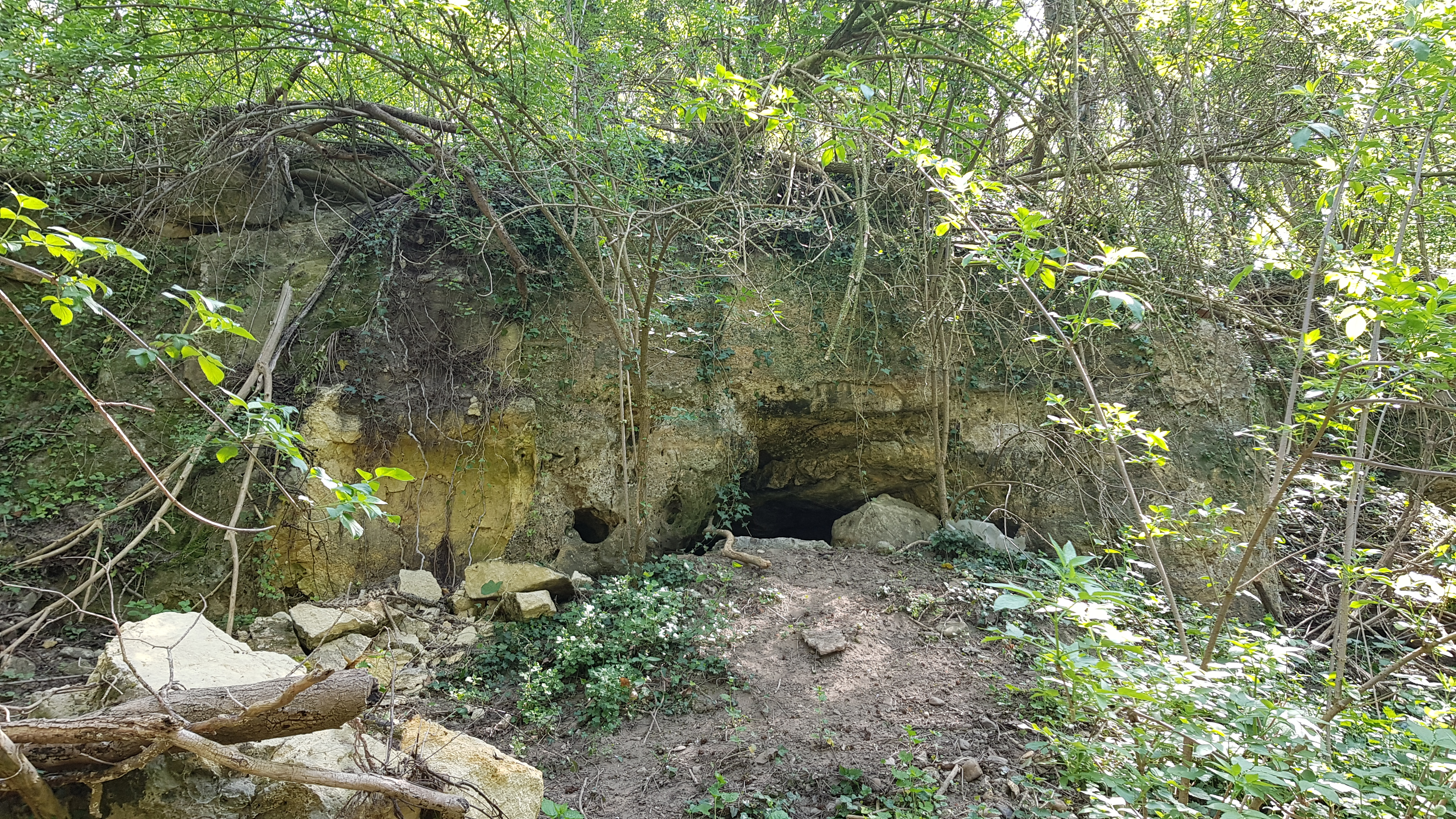
Een ingang van de Hotsboomgroeve

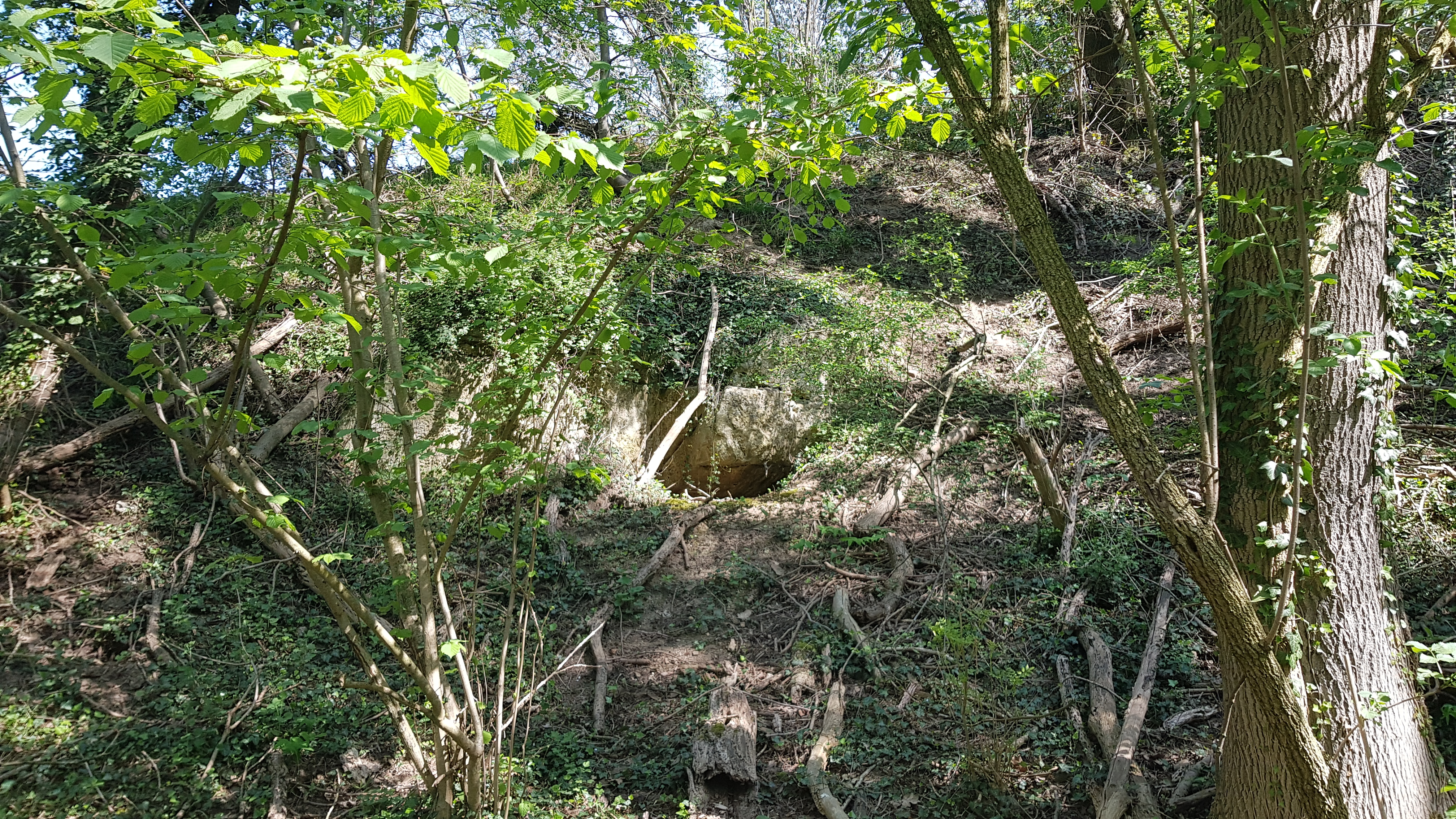
Een ingang van de Hotsboomgroeve

De Hotsboomgroeve is een Limburgse mergelgroeve tussen Cadier en Keer en Gronsveld in de Nederlandse gemeente Eijsden-Margraten. De ondergrondse groeve ligt ten zuiden van de Heugemerweg, de weg van Cadier en Keer naar De Heeg, en ten noorden van de Riesenberg in het noordelijke deel van het Savelsbos. De groeve ligt aan de westelijke rand van het Plateau van Margraten in de overgang naar het Maasdal. Ter plaatse duikt het plateau een aantal meter steil naar beneden.
Op ongeveer 300 meter naar het noorden liggen de Kleinberggroeve Zuid en Kleinberggroeve Noord, op ongeveer 95 meter naar het noorden ligt de Groeve achter de Hotsboom en op ongeveer 250 meter naar het zuiden ligt de groeves Groeve de Hel.
Ruim honderd meter naar het zuidoosten staat aan de rand van het bos de Hotsboom, een voormalige grensboom.

## Geschiedenis
De groeve werd door blokbrekers ontgonnen voor de winning van kalksteenblokken.
Sinds 1953 is het Savelsbos inclusief het gebied van deze groeve in beheer van Staatsbosbeheer.

## Groeve
De Hotsboomgroeve is slechts een kleine groeve met enkele gangen. De groeve heeft drie verschillende ingangen.
Een van de ingangen is afgesloten met een hek, zodat vleermuizen de groeven kunnen gebruiken als verblijfplaats. Een andere ingang is volgelopen met grond en versperren stenen de toegang.